# 黔丹山
黔丹山（コムダンサン、朝: 검단산 ）は、大韓民国京畿道城南市中院区と広州市の境界にある山で標高534.7m。河南市にも同じ名前の山がある。
| サブスタブ | この項目は、まだ閲覧者の調べものの参照としては役立たない、書きかけの項目です。この項目を加筆・訂正などしてくださる協力者を求めています。このテンプレートは分野別のサブスタブテンプレートやスタブテンプレート（Wikipedia:分野別のスタブテンプレート参照）に変更することが望まれています。 |